# Palmetto Bay
Palmetto Bay falu az USA Florida államában, Miami-Dade megyében. Lakosainak száma 24 439 fő (2020. április 1.).

## Népesség
A település népességének változása:

| 2010 | 23 410 |
| 2020 | 24 439 |